# Frédéric Chau
Frédéric Chau (Ho Chi Minh, 6 giugno 1977) è un attore e modello francese.

## Biografia
La sua famiglia è originaria della Cambogia, più precisamente è appartenente alla minoranza etnica cinese presente in Cambogia. Ma nel 1977, per sfuggire ai Khmer rossi che stavano massacrando i civili, i suoi genitori decisero di lasciare Phnom Penh e di recarsi in Vietnam, facendolo di conseguenza nascere a Ho Chi Minh City. Quando l'attore aveva sei mesi la sua famiglia emigrò in Francia e si stabilirono nel quartiere di Marx-Dormoy nel 18º arrondissement di Parigi e poi nella periferia di Parigi a Villetaneuse, Seine-Saint-Denis.

## Carriera
Ha lavorato come modello per l'agenzia pubblicitaria People International e come steward per Air France.

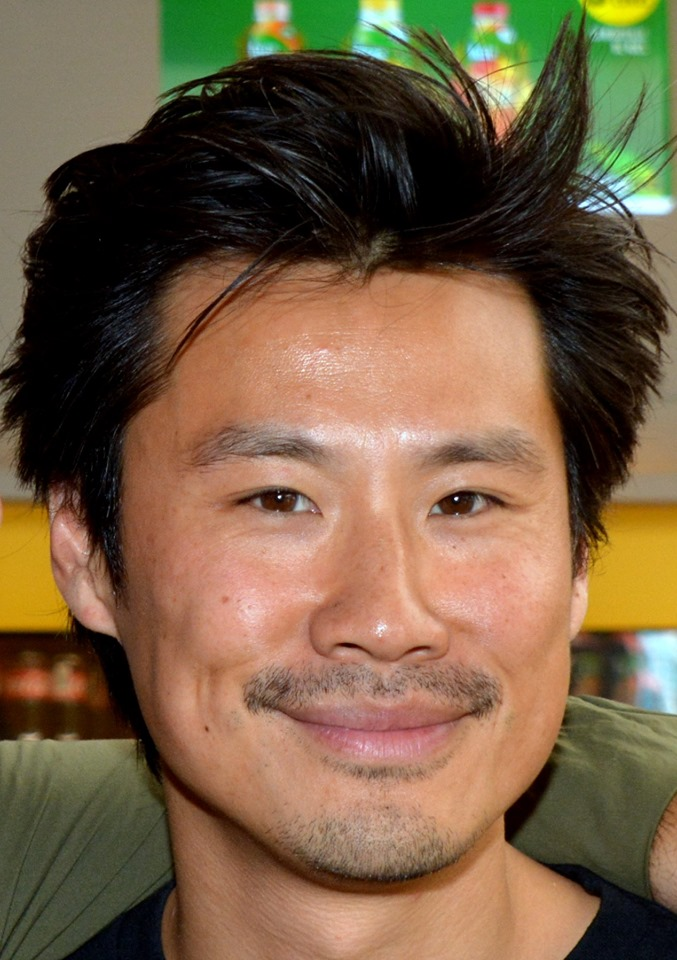
Frédéric Chau nel 2019

Si è esibito: nel 2005, in particolare sul palco del teatro Ménilmontant; nel 2006 al Jamel Comedy Club.
Nel 2010 ha avuto un piccolo ruolo nella produzione franco-hollywoodiana From Paris With Love (2010) con Jonathan Rhys Meyers e John Travolta.
Ha fatto parte del cast della serie: Non sposate le mie figlie! (2014), Non sposate le mie figlie! 2 (2019) e Riunione di famiglia - Non sposate le mie figlie! 3 (2022).
Nel 2015 ha pubblicato un'autobiografia dal titolo Je viens de si loin con l'editore Philipe Rey.
Nel 2019 ha recitato come protagonista in un film intitolato Made in China.